# Antena de televisió

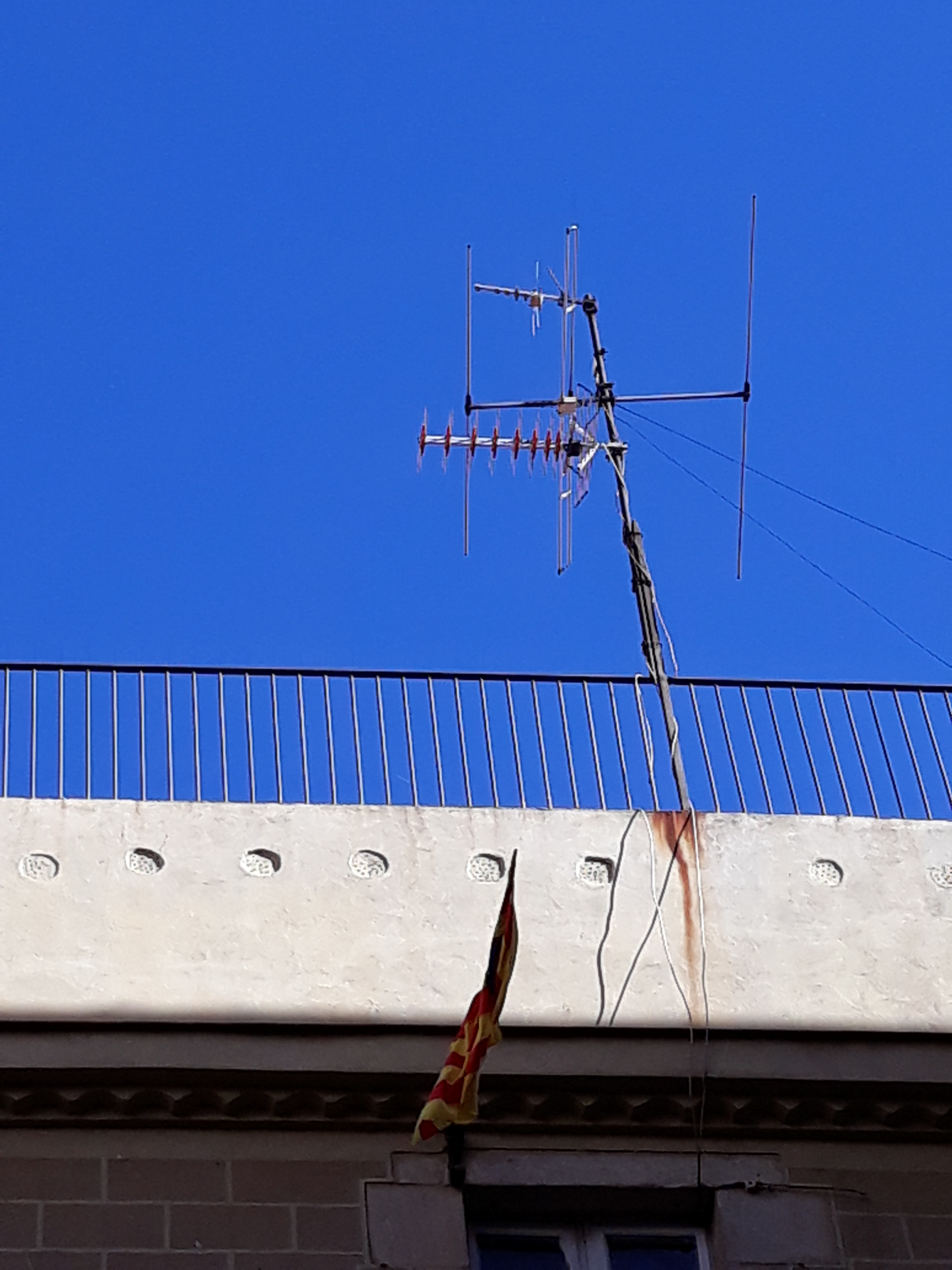
Antena yagi

Una antena de televisió o antena de TV, és una antena dissenyada específicament per a la recepció de senyals de teledifusió sobre l'aire, que es transmeten en freqüències de 41 a 250 MHz en la banda de VHF i 470-960 MHz en la banda d'UHF en diferents països.
Les antenes de televisió poden ser:

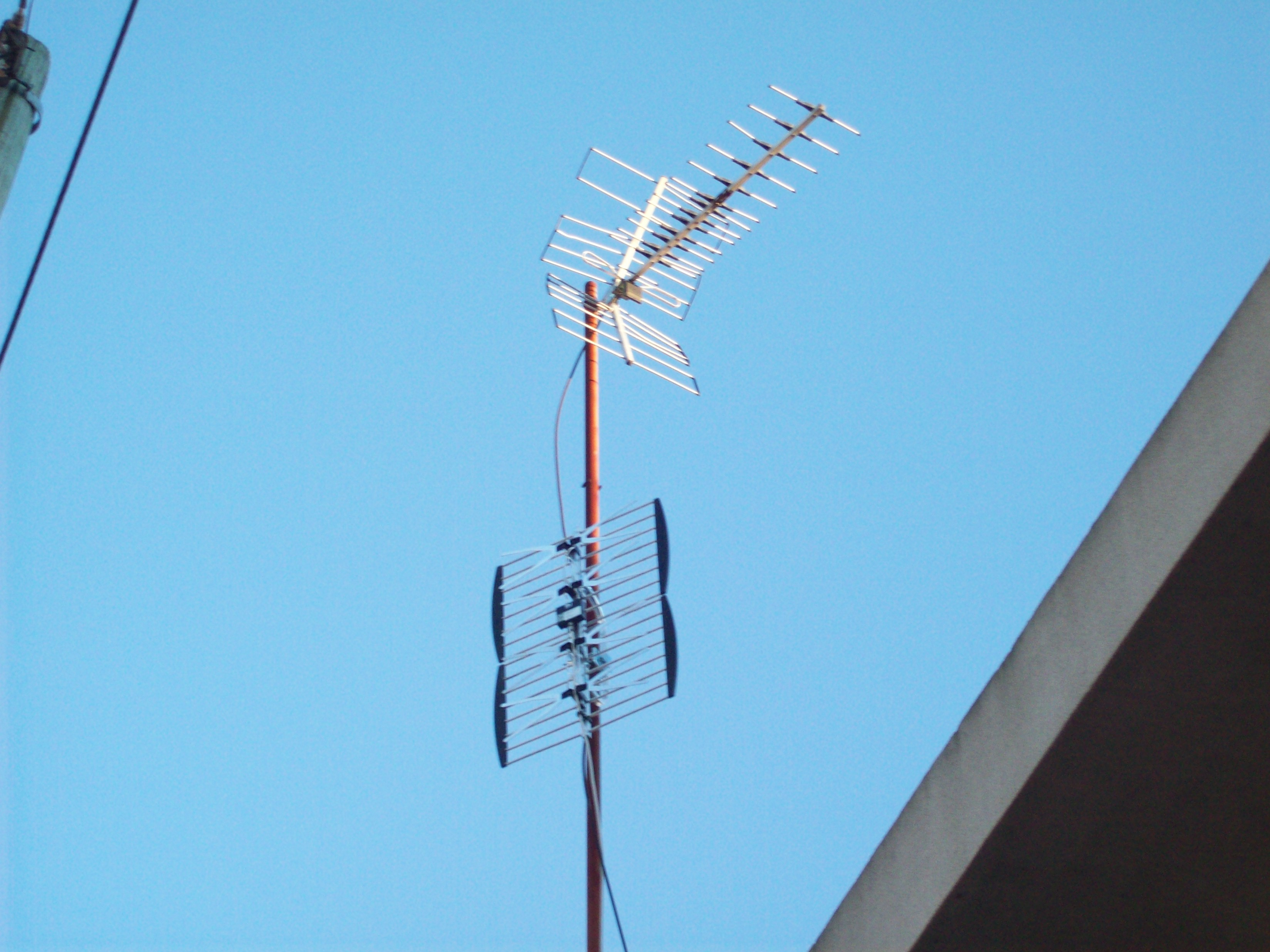

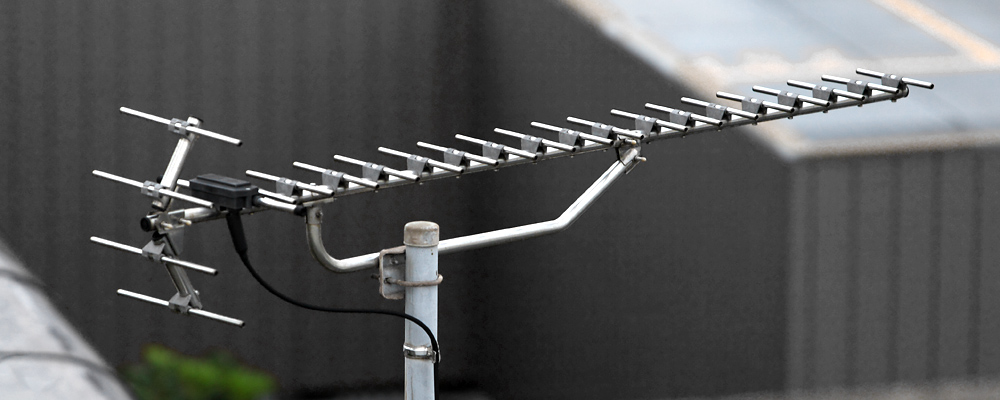

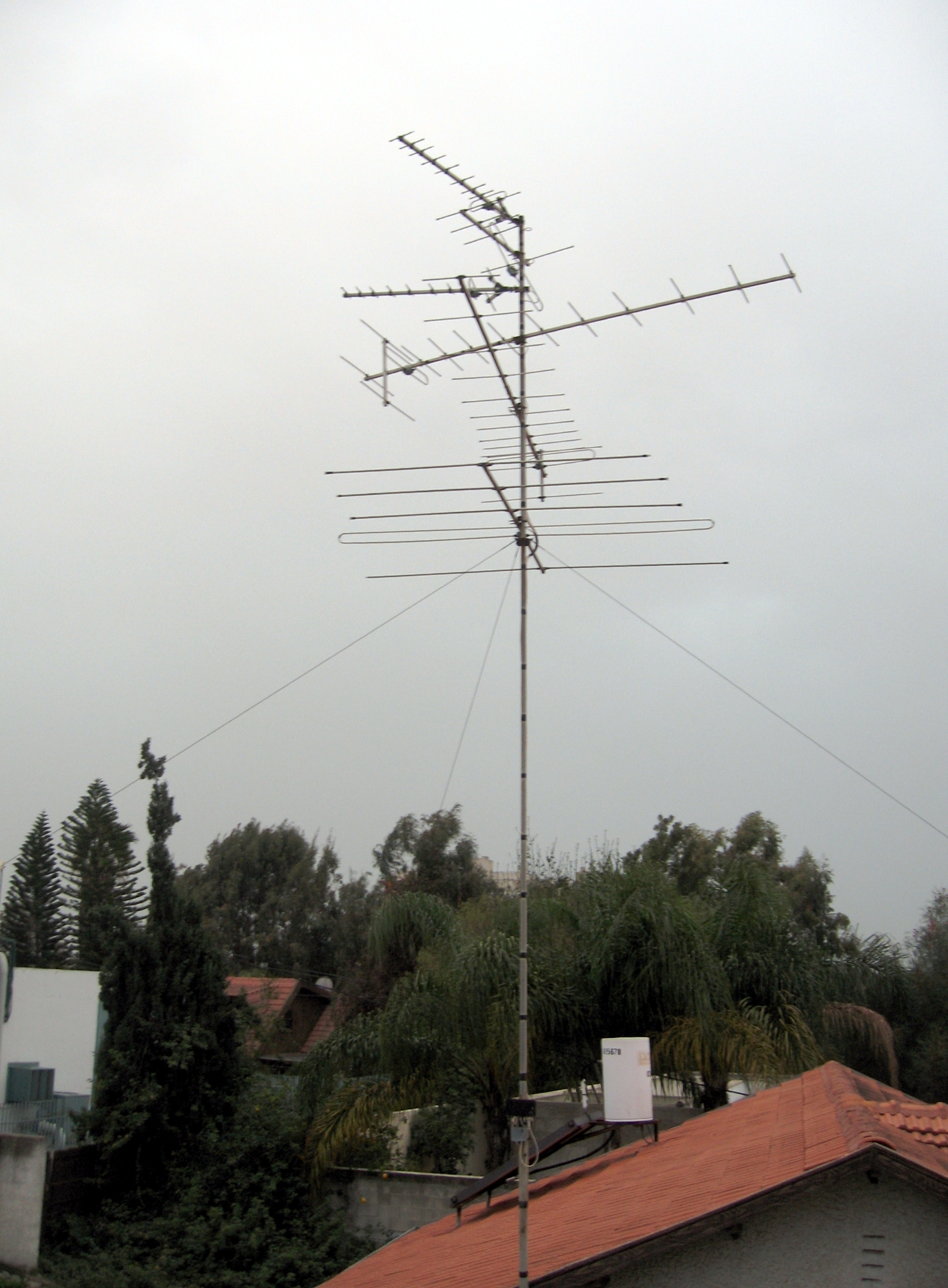

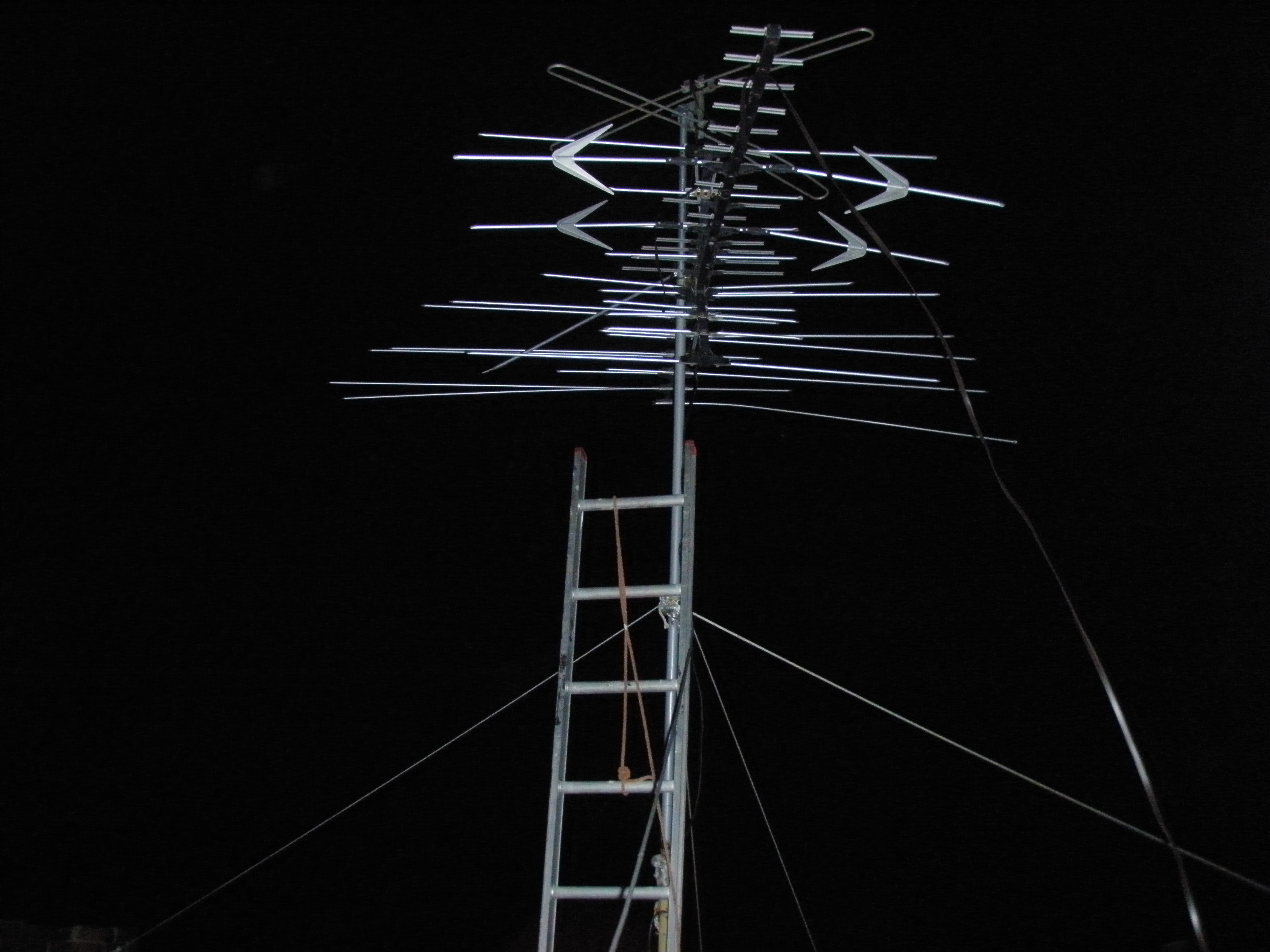

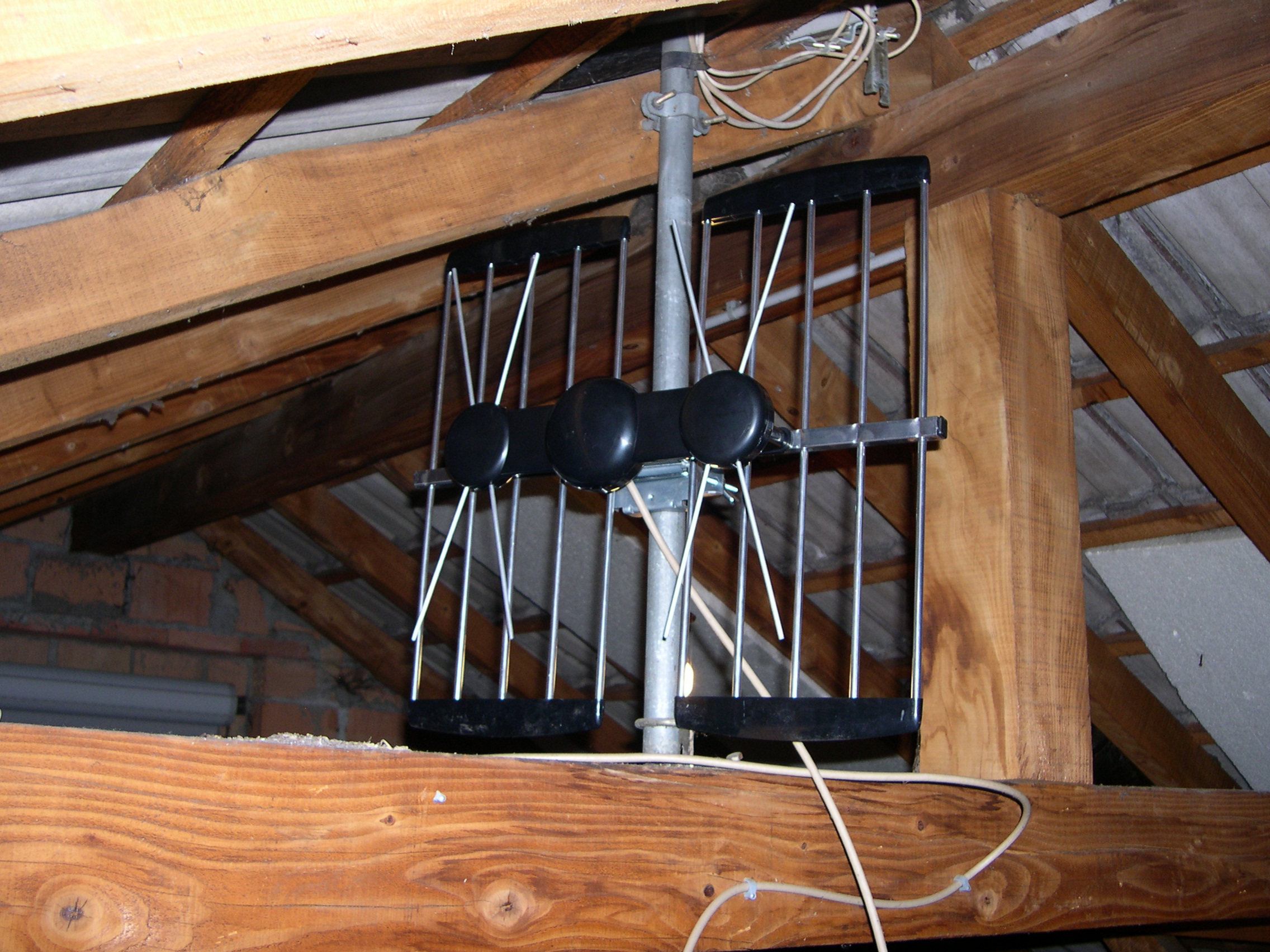

- Antenes d'interior, que es col·loquen a la part superior o al costat de la televisió
- Antenes a l'aire lliure, les quals es munten en un masteler en la part superior de les cases.

Els tipus més comuns de les antenes utilitzades a l'interior de les cases són les del tipus dipol (orelles de conill) i les antenes de bucle o espiral i respecte a les antenes d'exterior, l'antena yagi i la log periòdica.

## Enllaços externs

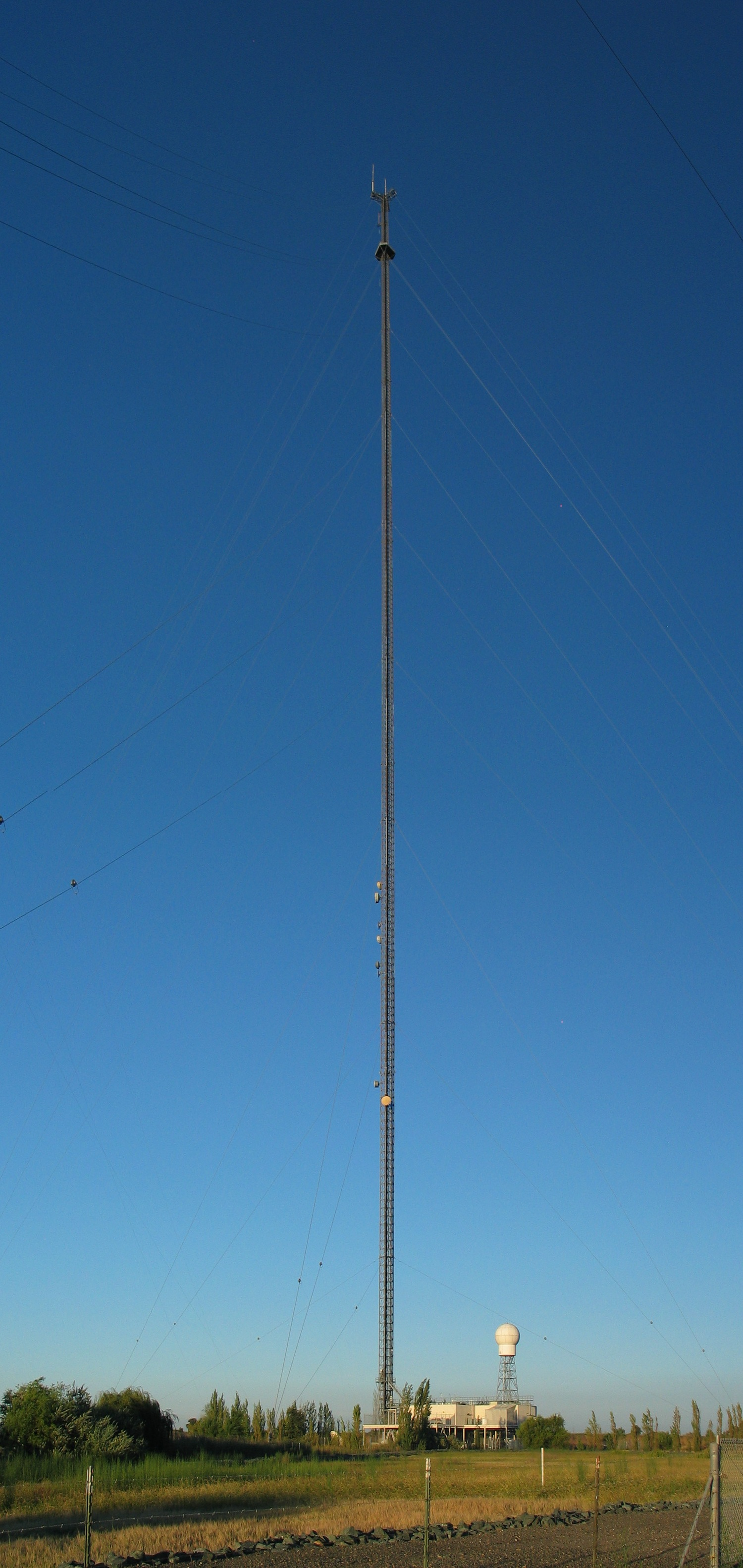
La Torre KXTV/KOVR la antena més alta del planeta.